# 利布里齐
利布里齐（義大利語：Librizzi），是意大利西西里大区墨西拿廣域市的一个市镇。总面积23平方公里，人口1821人，人口密度79.2人/平方公里（2009年）。ISTAT代码为083039。